# Герра, Венди
Венди Герра Торрес (исп. Wendy Guerra Torres; 11 декабря 1970, Гавана) — кубинская писательница и поэтесса.

## Биография
Мать — поэтесса Альвис Торрес. Окончила факультет средств массовой коммуникации в Высшем художественном институте Гаваны (ISA, 1997). Прошла курсы сценарного мастерства в Международной школе кино и телевидения в Сан-Антонио-де-лос-Баньос, в том числе — слушала лекции Габриэля Гарсии Маркеса. Интересуется живописью. Пишет для испанской газеты «El Mundo».
Живёт в Майами (Соединённые Штаты Америки).

## Публикации

### Стихотворения
- Platea a oscura (1987, премия 13 марта)
- Cabeza rapada (1996)
- Ropa interior (2008)

### Романы
- Уходят все / Todos se van (2006, автобиографический роман, первая премия барселонского издательства Бругера, по оценке газеты «El Pais» — лучшая испаноязычная книга года; после перевода на франц. — премия Carbet des Lycéens, 2009; итал. пер. 2007, чеш. пер. 2008, болг. пер. 2010, англ. пер. 2012)
- Я никогда не была первой леди / Nunca fui primera dama (2008; фр. пер. 2009)
- Позировать обнажённой в Гаване / Posar desnuda en La Habana: diaro apocrifo de Anaïs Nin, 1922—1923 (2010, биографический роман в форме апокрифического кубинского дневника Анаис Нин, выпущен парижским издательством Stock; о работе над книгой см.: ; фр. пер. 2010)
- Чёрная / Negra (2013)

## Признание
Романы Венди Герра переведены на французский, немецкий, итальянский, португальский, шведский, норвежский, болгарский, чешский, румынский языки. В 2007, в рамках международной книжной ярмарки в Боготе, её имя было включено в список 39 крупнейших писателей Латинской Америки в возрасте до 39 лет (см.: ).
Французский орден искусств и литературы (2010).

## Интересные факты
Снялась в фильме Фернандо Переса «Привет, Хемингуэй» (1990).